# Neoconocephalus harti
Neoconocephalus harti är en insektsart som beskrevs av Heinrich Hugo Karny 1909. Neoconocephalus harti ingår i släktet Neoconocephalus och familjen vårtbitare. Inga underarter finns listade i Catalogue of Life.